# Dicornua
Dicornua hikosanensis es una especie de araña araneomorfa de la familia Linyphiidae. Es el único miembro del género monotípico Dicornua.

## Distribución
Se encuentra en Japón